# میهائل میلونوویچ
میهائل میلونوویچ (انگلیسی: Mihael Milunović؛ زادهٔ ۲ ژوئیهٔ ۱۹۶۷) نقاش، و عکاس اهل فرانسه است.